# Corondeño
Corondeño es un lugar perteneciente a la parroquia de Berducedo, en el concejo de Allande, comarca del Narcea, Principado de Asturias, España.